# 天川原町
天川原町（あまがわばらまち）は、群馬県前橋市の地名。天川原町と天川原町一丁目から天川原町二丁目がある。郵便番号は371-0803。2013年現在の面積は0.47km2。

## 地理
利根川左岸、前橋台地の南部に位置している。丁目がない天川原町は0.0016km2であり、1、2丁目が面積や人口の大半を占めている。

## 歴史
江戸時代の天川原村が天川原町になったものである。また、前橋城の城下町たる片貝町・十八郷町、榎町・萱屋町・紺屋町、鍛冶町・白銀町、本町は天川原村の内であったといい、これらの町に天川原村から移住したか、天川原村から町の土地が提供されたかと推測されている。

### 年表
- 1889年 町村制施行により天川原村は大半が東群馬郡上川淵村に、一部が前橋町になった。
- 1892年 前橋の市制施行に伴い前橋市の大字天川原となる。
- 1901年 上川淵村の天川原が周辺地区とともに前橋市へ編入する
- 1910年 前橋市天川原町となった。
- 1966年 1962年に住居表示に関する法律が制定されたことに伴い、1965年から1967年にかけて前橋市内の町名が新町名に変更され、天川原町の大半も新地名に移行したため、天川原町の両毛線より北は本町三丁目、表町二丁目の各一部となった。
- 1967年 市道南部線より北の区域で、県道2号線より西側が南町三丁目、南町四丁目の各一部、東側が文京町一丁目、文京町二丁目、文京町三丁目の各一部となった。
- 1999年 六供町一丁目、六供町四丁目、天川原町一丁目、天川原町二丁目の各一部となる。同日、丁目無しの天川原町消滅。
- 2023年 六供町の一部を編入。

### 地名の由来
東隣の天川村（のちの天川町）と同じく、かつての利根川（利根川流路変更以降は広瀬川の流路）を天川と呼び、その近くの原っぱを天川原と呼んだことに由来すると推測されている。

## 世帯数と人口
2017年（平成29年）8月31日現在の世帯数と人口は以下の通りである。
| 丁目           | 世帯数    | 人口    |
| -------------- | --------- | ------- |
| 天川原町一丁目 | 815世帯   | 1,797人 |
| 天川原町二丁目 | 510世帯   | 1,157人 |
| 計             | 1,325世帯 | 2,954人 |

## 小・中学校の学区
市立小・中学校に通う場合、学区は以下の通りとなる。
| 丁目           | 番地 | 小学校             | 中学校             |
| -------------- | ---- | ------------------ | ------------------ |
| 天川原町一丁目 | 全域 | 前橋市立天川小学校 | 前橋市立第五中学校 |
| 天川原町二丁目 | 全域 | 前橋市立天川小学校 | 前橋市立第五中学校 |

## 交通

### 鉄道
鉄道駅はない。

### バス
前橋市のコミュニティバス・マイバスの東循環線が通っている。

### 道路
国道、県道ともに同町を通っていない。

## 施設
- 群馬県立聾学校